# Aderaeon kozlovi
Aderaeon kozlovi är en stekelart som beskrevs av Dmitriy R. Kasparyan 1973. Aderaeon kozlovi ingår i släktet Aderaeon och familjen brokparasitsteklar. Inga underarter finns listade i Catalogue of Life.